# Zhen-Yi Wang
Zhen-Yi Wang (chinois simplifié : 王振义 ; pinyin : Wáng Zhènyì) est un physiopathologiste, hématologue et professeur émérite de médecine et de physiopathologie à l'Université Jiao-tong de Shanghai, en Chine.

## Biographie
Zhen-Yi Wang est né en novembre 1924 à Shanghai, bien que sa famille soit originaire de Yixing, dans la province du Jiangsu. Il obtient son diplôme de médecine de l'Université l'Aurore à Shanghai, en 1948.
Entre 1948 et 1960, Wang complète sa résidence puis pratique la médecine à l'hôpital Ruijin à Shanghai. De 1960 à 1982, il enseigne à ce qui est maintenant l'École de médecine de l'Université Jiao-tong de Shanghai. Il devient doyen des départements de pathologie et de physiologie. De 1982 à 1984, Wang dirige la Division de médecine de base de l'Université. De 1984 à 1988, l'homme de science assure la présidence de l'Université. De 1987 à 1996, il dirige l'Institut d'hématologie de Shanghai (SIH), dont il est maintenant le directeur honoraire.
La recherche menée par Zhen-Yi Wang amélioré la survie des patients atteints de leucémie aiguë promyélocytaire. Wang est l'auteur de plus de 300 articles scientifiques et livres.
Chen Zhu, l'actuel ministre de la Santé de Chine, ainsi que sa femme Chen Saijuan sont hématologues et d'anciens élèves de Wang.

## Prix et distinctions
- 1992, Associé étranger, Académie des sciences, France
- 1993, Légion d'honneur, France
- 1994, prix Kettering pour la thérapie par cytodifférentiation
- 1994, Membre de l'Académie d'ingénierie de Chine
- 1997, prix Charles Rodolphe Brupbacher décerné pour sa « contribution exceptionnelle à la recherche fondamentale en oncologie », Suisse
- 1998, prix mondial Cino Del Duca en science, France
- 2000, prix Qiushi pour un scientifique de renom, Hong Kong
- 2000, ISI Citation Classic Award
- 2001, doctorat honoris causa en science, délivré par l'Université Columbia, États-Unis
- 2003, Conférencier Ham-Wasserman (Ham-Wasserman Lecturer), American Society of Hematology

Wang est également membre de la Société Chinoise de Physiopathologie, et de la Société Internationale de Fibrinolyse.